# S-Video
Il separate video (abbreviato in S-Video è conosciuto anche come Y/C), è un segnale video analogico che trasporta le informazioni video attraverso due segnali separati (crominanza e luminanza), a differenza del video composito, che trasporta le informazioni in un segnale unico. Tale connettore è stato introdotto sul mercato a partire dal 1987.

## Caratteristiche tecniche
Le informazioni del segnale di luminanza (Y) e di quello di crominanza (C) sono trasportate da una coppia di segnali sincronizzati.
Nel video composito, il segnale di luminanza è filtrato passa-basso, al fine di prevenire la sovrapposizione tra alte frequenze del segnale di luminanza e il segnale di crominanza, che è modulato. L'S-Video separa i due segnali e rende superfluo il filtraggio passa-basso. Questo aumenta la banda disponibile per il segnale di luminanza e risolve il problema della sovrapposizione. Il famigerato "dot crawl" viene così eliminato. Questo significa che l'S-Video mantiene intatte una maggior quantità di informazioni del video originale, migliorando notevolmente la qualità dell'immagine rispetto al video composito.
Grazie alla separazione del video nei componenti luminosità e colore, l'S-Video è talvolta considerato un tipo di segnale "video a componenti", nonostante sia qualitativamente inferiore a quest'ultimo, essendo da tempo sorpassato dal più complesso schema del "component video", tra cui l'RGB. Ciò che differenzia l'S-Video dal miglior sistema RGB, è che l'S-Video trasporta l'informazione del colore mediante un segnale, per cui il colore deve essere codificato, tant'è vero che segnali NTSC, PAL e SÉCAM, anche se trasportati con l'S-Video, sono decisamente differenti. Così, per una piena compatibilità, le apparecchiature usate devono essere compatibili non solo con l'S-Video, ma anche in termini di codifica del colore. La possibilità di collegare a caldo due dispositivi è preclusa se il dispositivo inviante è di tipo digitale, come per esempio una videocamera che registra su DV.

## Connettori
I segnali S-Video vengono convogliati tramite connettori a 4-pin mini-DIN, con la terminazione a 75 ohm di impedenza. Pur avendo un valore di impedenza diverso, questi connettori sono identici ai connettori, ormai obsoleti, di Apple Desktop Bus. I cavi ADB, se non vi sono alternative, possono essere usati per trasferire l'S-Video, ma la qualità potrebbe risentirne, inoltre vi è il rischio di danneggiare il televisore, a causa di diversi valori di resistenza e impedenza.
I pin della spina si possono piegare abbastanza facilmente, ma ciò può essere evitato inserendola nella presa con la dovuta delicatezza. Se un pin è piegato il risultato sarà visibile una perdita di colore o di segnale. È possibile provare a inserire ugualmente il pin, ma c'è il rischio di provocare danni maggiori o di romperlo.
Prima della standardizzazione della spina mini-DIN, il segnale S-Video era spesso trasportato attraverso diversi tipi di connettori. Per esempio, il computer Commodore 64 degli anni '80, fu uno dei primi dispositivi a grande diffusione a supportare l'uscita S-Video. Il Commodore 64 usava un connettore DIN ad 8 pin di dimensione standard, e, sul monitor, una coppia di spine RCA, anche se in realtà questa uscita era poco utilizzata, a favore dell'RF-out verso un comune televisore, sintonizzato sul canale 36. Il formato S-Video del Commodore 64 aveva comunque alcune differenze marginali rispetto all'S-Video codificato successivamente: un adattatore da LCA (Luma-Chroma-Audio) a S-Video "moderno" dovrà quindi comprendere una resistenza sul segnale di Crominanza per attenuarlo, a meno che di ottenere distorsioni a scacchiera su un monitor diverso da quelli Commodore. La connessione S-Video è l'uscita video più comune sui PC portatili, comunque molti dispositivi hanno anche un'uscita video composito.

### 4 pin mini-DIN
- Il connettore mini-DIN a 4-pin è il più usato: si trova nei televisori, videoregistratori e lettori DVD.

### 7 pin mini-DIN

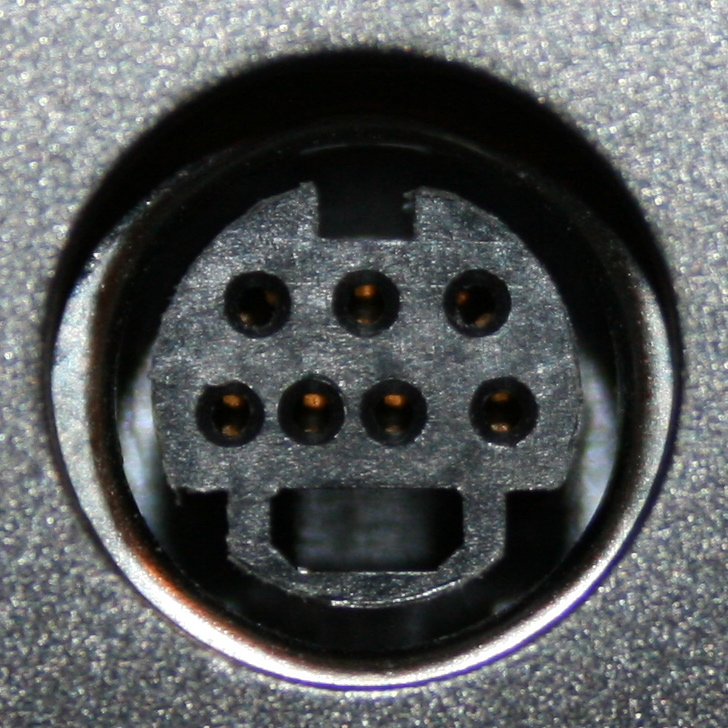
un connettore femmina

- I connettori mini-DIN, non standard, a 7-pin sono utilizzati nei computer portatili e in qualche scheda video. L'ingresso a 7-pin può accettare anche connettori a 4-pin. I segnali S-video saranno disponibili nei pin corrispondenti. Usando un connettore a 7-pin, uno dei pin trasporta un segnale composito CVBS per compatibilità con le apparecchiature che non supportano in ingresso S-video. Qualche scheda grafica può richiedere che i restanti due pin siano cortocircuitati per abilitare la modalità CVBS.
- Un connettore a 7-pin può anche trasmettere le componenti YPbPr o RGB, sebbene le uscite sono solitamente a 3 connettori RCA per YPbPr e a 5 connettori BNC o SCART per RGB. Questi cavi sono spesso forniti insieme alla scheda video.

### 8 pin mini-DIN

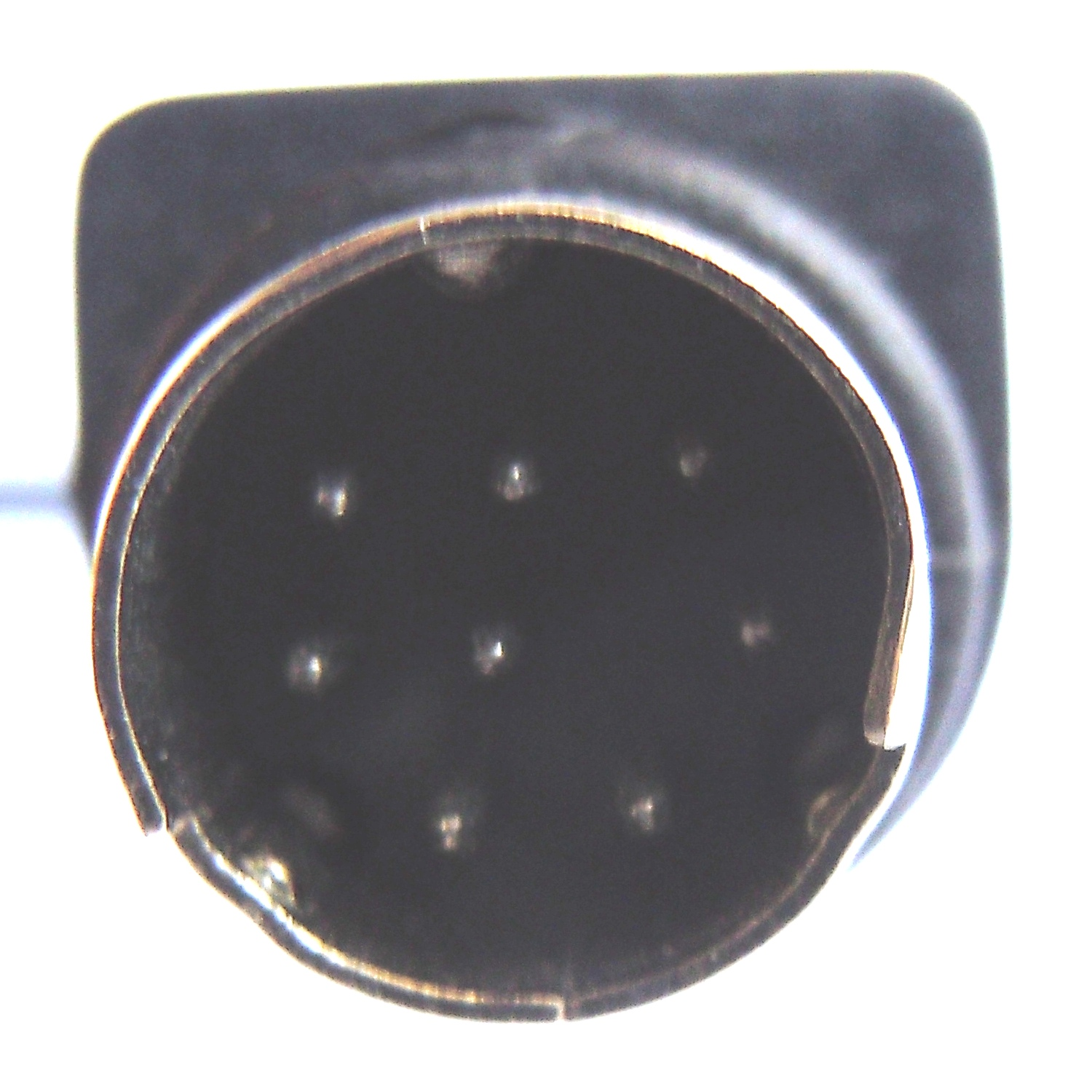
un connettore maschio

- Il connettore mini-DIN 8-pin è usato in alcune schede video ATI Radeon[3] e sul Commodore 64, ma con un voltaggio più elevato sul segnale di Crominanza[2].

### 9 pin Video In Video Out
- Due variazioni al connettore DIN 9-pin sono utilizzate dalle schede video di fascia alta che supportano la modalità Video In Video Out (VIVO). Gli ultimi due piedini sotto sono uno l'uscita e uno l'entrata del classico segnale video RCA giallo composito.

## Utilizzo
L'S-Video è comunemente utilizzato negli USA ed in Giappone, trovandosi in televisori, lettori DVD, videoregistratori e console per videogiochi. Gran parte dei connettori uscita TV (TV out) sulle schede grafiche dei PC è S-Video anche in Europa, dove lo standard S-Video non ha avuto un impatto significativo, a causa della preferenza per il segnale RGB, qualitativamente migliore. Se la lunghezza di alcuni cavi S-Video supera i 5 metri, il segnale video degrada considerevolmente.

## Adattatori
Dato che è molto semplice convertire l'S-Video nel segnale composito e viceversa, è facile trovare in commercio convertitori per i due tipi di segnale. Ovviamente la conversione non può aumentare la qualità, ma consente il collegamento tra apparecchiature altrimenti incompatibili.
L'S-Video può essere trasmesso anche attraverso la connessione SCART. Tuttavia, non essendo stata prevista nello standard originale, in quanto si tratta di un'invenzione successiva, non è supportato da tutti i dispositivi compatibili con la SCART. In particolare con smart TV che non supportano nativamente l'S-Video non è possibile visualizzare l'immagine; è altresì possibile con un televisore di tipo analogico a tubo catodico, pur perdendo la possibilità di vedere i colori, dato che viene interpretato correttamente solo il segnale della luminanza.
Esiste la possibilità di vedere i colori su periferiche che non supportano l'S-Video attraverso la SCART: si cortocircuitano i pin 15 e 20 della presa SCART, però si potrebbero non avere risultati ottimali.
È altresì possibile trasformare un segnale VGA in S-Video, di conseguenza anche in composito.

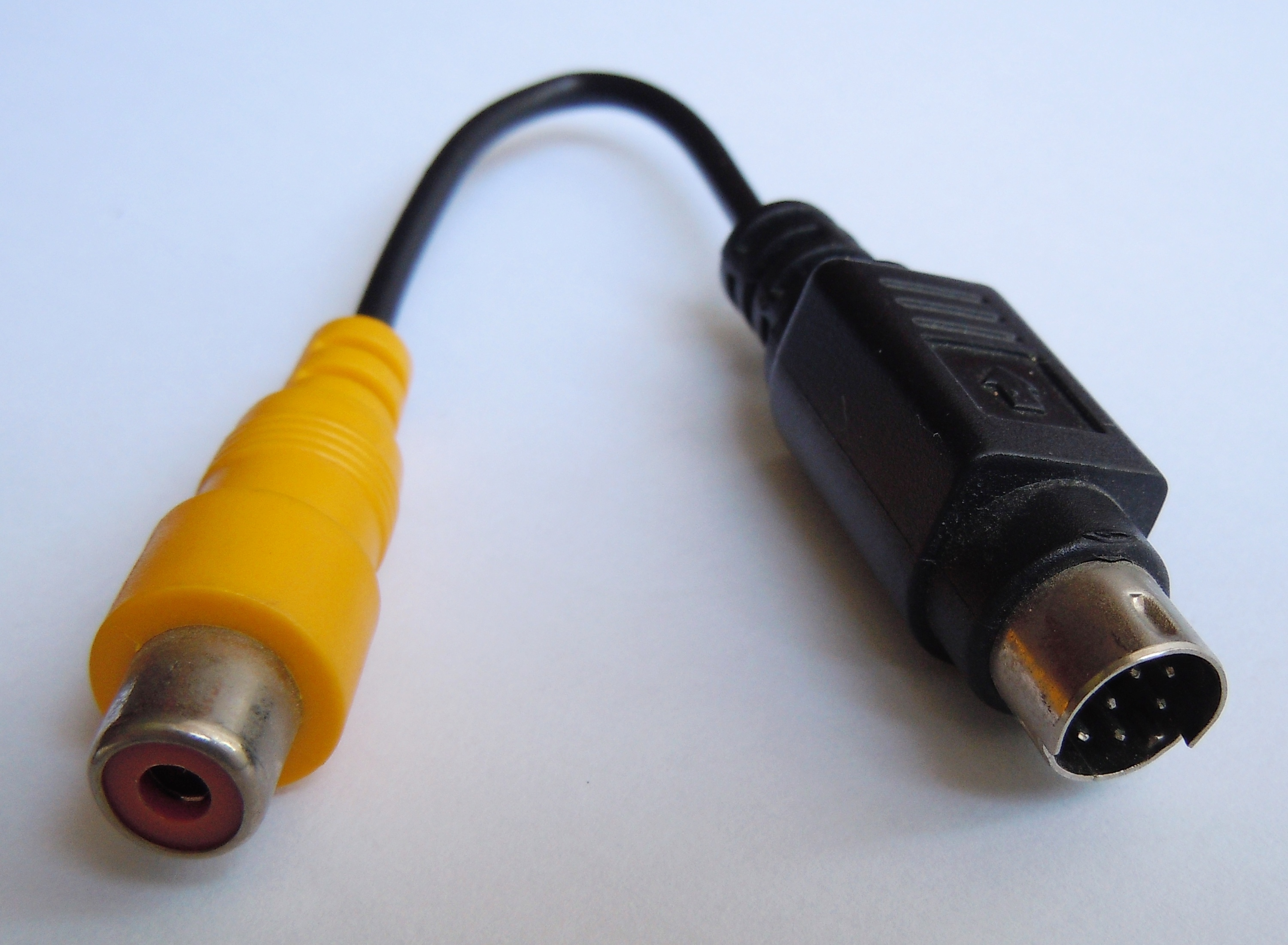
adattatore per segnale video composito/S-Video
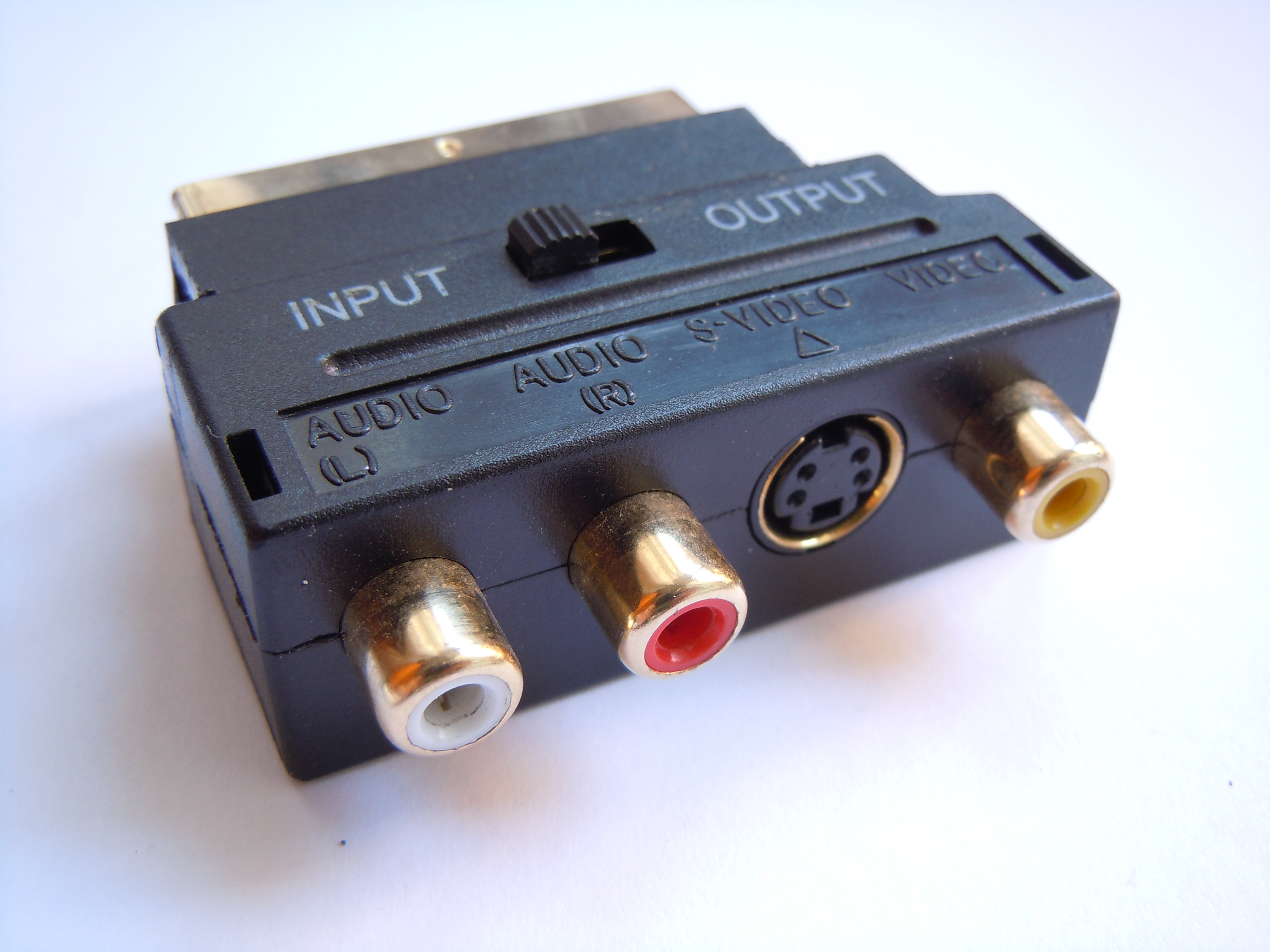
adattatore SCART Input/Output RCA e solo Input per connettori S-Video
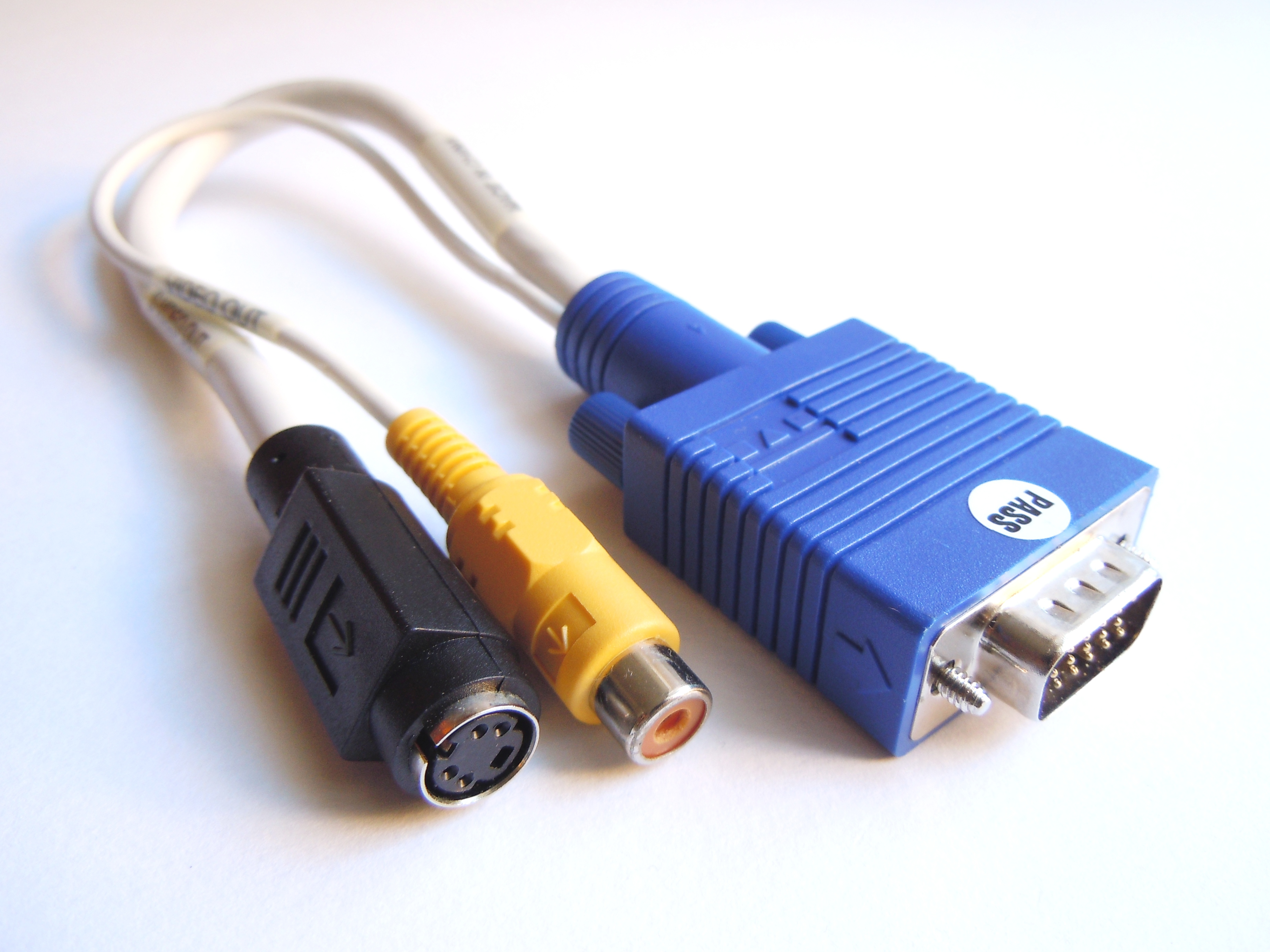
adattatore da VGA a video composito od S-Video (mini-DIN a 4 pin)